# عشق‌های مشهور
عشق‌های مشهور (فرانسوی: Les Amours célèbres‎) فیلمی فرانسوی-ایتالیایی در گونه آنتولوژی به کارگردانی میشل بوارون با نقش‌آفرینی آلن دلون، بریژیت باردو و ژان-پل بلموندو است که در سال ۱۹۶۱ منتشر شد.

## بازیگران
- آلن دلون
- آنی ژیراردو
- بریژیت باردو
- دنی روبن
- ژان دسایی
- ژان-کلود بریالی
- ژان-پل بلموندو
- میشل گالابرو
- فیلیپ نوآره
- پیر براسور
- سیمون سینیوره